# Меропа (съпруга на Креон)
Вижте пояснителната страница за други значения на Меропа.
Меропа (на старогръцки: Μερόπη, Merope) в гръцката митология е съпруга на коринтския цар Креон и майка на Хипот и на Главка, която е наричана също Креуза.
Алкмеон изпраша при Креон в Коринт за възпитание децата си Тисифона и Амфилох от пророчицата Манто, дъщеята на Тирезий. Меропа от ревност продава в робство
красивата Тисифона. Неподожиращият нищо Алкмеон купил собствената си дъщеря.
Името на Меропа като жена на Креон се явява на древна керамика.